# Trichocera superna
Trichocera superna är en tvåvingeart som beskrevs av Alexander 1961. Trichocera superna ingår i släktet Trichocera och familjen vintermyggor. Inga underarter finns listade i Catalogue of Life.